# جاكوب مولدر
جاكوب مولدر (11 أغسطس 1995 في أستراليا - ) (بالإنجليزية: Jacob Mulder)‏ هو لاعب كريكت أسترالي. شارك مع منتخب أيرلندا للكريكت.

## وصلات خارجية
- جاكوب مولدر على موقع إي آس بي آن كريك إنفو (الإنجليزية)